# Jana forbesi
Jana forbesi is een vlinder uit de familie van de Eupterotidae. De wetenschappelijke naam van de soort is voor het eerst geldig gepubliceerd in 1980 door Berger.